# Alain Calmat
Alain Calmat (Paris, 31 de agosto de 1940) é um ex-patinador artístico francês. Ele conquistou uma medalha de prata olímpica em 1964, e conquistou cinco medalhas em campeonatos mundiais.

## Principais resultados
| Resultados                                            | Resultados       | Resultados       | Resultados       | Resultados       | Resultados        | Resultados       | Resultados        | Resultados       | Resultados        | Resultados       | Resultados       | Resultados       |
| Internacional                                         | Internacional    | Internacional    | Internacional    | Internacional    | Internacional     | Internacional    | Internacional     | Internacional    | Internacional     | Internacional    | Internacional    | Internacional    |
| Evento/Temporada                                      | 1953– 1954       | 1954– 1955       | 1955– 1956       | 1956– 1957       | 1957– 1958        | 1958– 1959       | 1959– 1960        | 1960– 1961       | 1961– 1962        | 1962– 1963       | 1963– 1964       | 1964– 1965       |
| ----------------------------------------------------- | ---------------- | ---------------- | ---------------- | ---------------- | ----------------- | ---------------- | ----------------- | ---------------- | ----------------- | ---------------- | ---------------- | ---------------- |
| Jogos Olímpicos                                       |                  |                  | 9.º              |                  |                   |                  | 6.º               |                  |                   |                  | Medalha de prata |                  |
| Campeonato Mundial                                    | 11.º             | 9.º              | 7.º              | 9.º              | 5.º               | 7.º              | Medalha de bronze |                  | Medalha de bronze | Medalha de prata | Medalha de prata | Medalha de ouro  |
| Campeonato Europeu                                    | 5.º              | 5.º              | 4.º              | 4.º              | Medalha de bronze | 4.º              | 4.º               | Medalha de prata | Medalha de ouro   | Medalha de ouro  | Medalha de ouro  | Medalha de prata |
| Nacional                                              |                  |                  |                  |                  |                   |                  |                   |                  |                   |                  |                  |                  |
| Campeonato Francês                                    | Medalha de prata | Medalha de prata | Medalha de prata | Medalha de prata | Medalha de ouro   | Medalha de prata | Medalha de prata  | Medalha de prata | Medalha de ouro   | Medalha de ouro  | Medalha de ouro  | Medalha de ouro  |
|                                                       |                  |                  |                  |                  |                   |                  |                   |                  |                   |                  |                  |                  |
| Legenda: Competição não foi disputada nesta temporada |                  |                  |                  |                  |                   |                  |                   |                  |                   |                  |                  |                  |